# Berliner Fussball Club Preussen 1894 e.V.
Berliner Fussball Club Preussen 1894 e.V. é uma agremiação esportiva alemã, fundada a 1 de maio de 1894, sediada em Berlin.
O departamento de futebol é parte de um clube desportivo que tem também os departamentos de handebol, voleibol, atletismo, ginástica e hóquei no gelo. O Preussen foi um dos clubes fundadores da Associação Alemã de Futebol, em Leipzig, em 1900.

## História

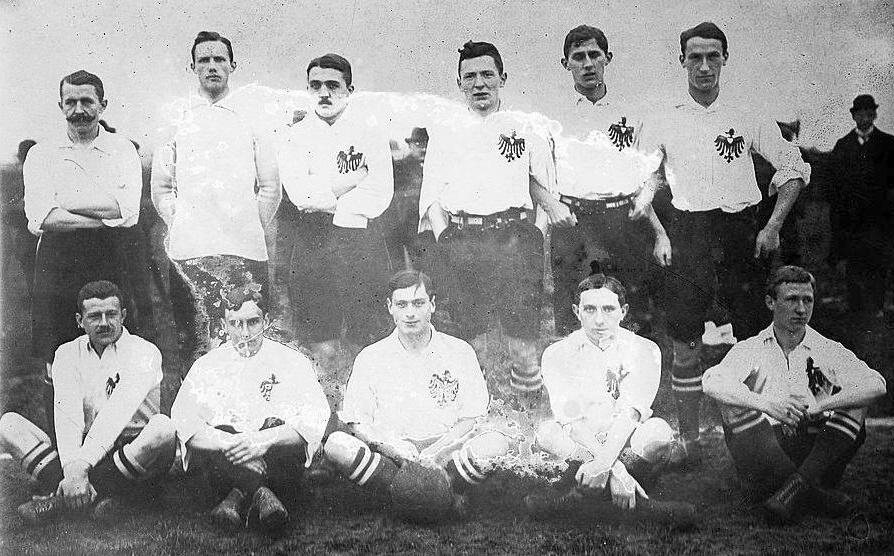
Equipe do BFC Preussen, em 1912

O clube foi formado como BFC Friedrich Wilhelm, em 1894, por um número de jogadores que haviam deixado o Hevellia Berlim. Em 1895, foram denominados Preussen, em homenagem ao Reino da Prússia, e estavam a caminho do sucesso atuando na VDBV, Verband Deutscher Ballspiel Vereine, a Federação de Clubes alemães. A equipe perdeu a final da Liga, em 1898, antes de conquistar três títulos consecutivos em 1899, 1900 e 1901, e em seguida, repetir o êxito em 1910 e 1912. Enquanto o Preussen permaneceu um lado proeminente na Verbandsliga Berlin-Brandenburg e Oberliga Berlin-Brandenburg até o início dos anos 1930, não repetiram nessa década a sequência positiva de resultados.
Em 1933, o futebol alemão foi reorganizado sob a égide do Terceiro Reich em dezesseis divisões máximas regionalizadas denominadas Gauligen. No entanto, uma campanha estranhamente medíocre para na temporada 1932-1933, que o pôs em último, o deixou fora da elite do futebol alemão. No rescaldo da Segunda Guerra Mundial, as autoridades de ocupação aliadas dissolveram todas as organizações alemãs, incluindo esportes e clubes de futebol, segundo um processo de desnazificação. O clube foi desativado, mas em seguida, restabelecido em 1949.
Na década de 1970, o Preussen havia se estabelecido no terceiro nível da Amateurliga Berlin (III). Um avanço de curta duração para a Regionalliga Berlin (II) durou duas temporadas, de 1972 a 1974, antes da equipe brevemente cair à Landesliga Berlin (IV) em 1974-1975. Um rápido retorno da equipe ao terceiro nível, a Amateur Oberliga Berlin, foi marcado por cinco temporadas excepcionais em que o time ganhou três primeiros lugares e duas colocações em segundo lugar. A equipe quase perdeu a promoção para a 2. Bundesliga, em 1980, quando perdeu o play-off para o RSV Göttingen 05 por 1 a 0 e 0 a 0. O Preussen esteve fora do maior circuito alemão nos anos 1970 e, no início dos anos 1990, integrou a terceira divisão.
A equipe logo se encontrou no quinto nível, a Verbandsliga Berlim e desceu à Landesliga Berlin-1 (VI) em 1999-2000.

## Títulos
- Campeão de Brandenburg: 1899, 1900, 1901, 1910, 1912;
- Oberliga Berlin (III) Campeão: 1972, 1977, 1980, 1981;
- Verbandsliga Berlin (V) Campeão: 2005;
- Berliner Landespokal:
  - Campeão: 1979, 1980, 1981;
  - Vice-campeão: 1988;

### Cronologia recente
| Temporada | Liga                        | Lugar |
| --------- | --------------------------- | ----- |
| 1999/00   | Landesliga Berlin (6)       | 2ª    |
| 2000/01   | Berlin-Liga (5)             | 2ª    |
| 2001/02   | Verbandsliga Berlin         | 8ª    |
| 2002/03   | Verbandsliga Berlin         | 5ª    |
| 2003/04   | Verbandsliga Berlin         | 3ª    |
| 2004/05   | Verbandsliga Berlin         | 1ª    |
| 2005/06   | NOFV-Oberliga Nordost\| (4) | 11ª   |
| 2006/07   | NOFV-Oberliga Nord          | 8ª    |
| 2007/08   | NOFV-Oberliga Nord          | 13ª   |
| 2008/09   | NOFV-Oberliga Nord (5)      | 15ª   |
| 2009/10   | Berlin Liga (6)             | 12ª   |
| 2010/11   | Berlin Liga (6)             | 15ª   |
| 2011/12   | Berlin Liga (6)             | 18.   |
| 2012/13   | Landesliga Berlin (7)       | ª     |